# Werner Roth
Pour les articles homonymes, voir Werner Roth (homonymie) et Roth.
Werner Roth, né le 27 janvier 1921, et mort en juin 1973 était un artiste de comic book américain. Il a notamment été un des dessinateurs de Uncanny X-Men et co-créateur de Lorna the Jungle Girl (en). Son pseudonyme était Jay Gavin.

## Biographie
Werner Roth naît le 27 janvier 1921. En 1950, il est engagé par Timely Comics où son premier travail est un épisode Venus. Il dessine ensuite des comics dans les genres à la mode : western (Apache Kid durant trois ans, Kid Colt), romance, policier et aventure. Il est le cocréateur avec Stan Lee de Lorna the Jungle Girl en 1953. Il quitte dans les années 1960 Timely pour DC Comics où il dessine de nombreux comics de romance. En 1965 il revient chez Marvel où il succède à Jack Kirby sur les X-men jusqu'en 1969. Cependant si Marvel est l'éditeur pour lequel il travaille le plus, il dessine aussi pour King Comics les aventures de Mandrake le magicien.